# PRIDE Shockwave 2005
PRIDE Shockwave 2005 je bila manifestacija borbi mješovitih borilačkih vještina organizirana od strane PRIDE Fighting Championships organizacije. Događaj se održao 31. prosinca 2005. godine u Saitama Super Areni u Saitami, Japan.
Manifestacija je među ostalim sadržavala i prva u povijesti finala lake i velter kategorije PRIDE Grand Prixja.

## Borbe
| Razlog borbe               | Pobjednik              | Poraženi          | Razlog pobjede              | Runda/vrijeme |
| -------------------------- | ---------------------- | ----------------- | --------------------------- | ------------- |
| Normalna borba             | Charles Bennett        | Ken Kaneko        | Predaja (Poluga na ruci)    | 1/4:14        |
| Normalna borba             | Kazuhiro Nakamura      | Yuki Kondo        | Odluka sudaca (Jednoglasna) | 3/5:00        |
| Normalna borba             | James Thompson         | Paulo Cesar Silva | Tehnički nokaut (Udarci)    | 1/1:28        |
| Normalna borba             | Sanae Kikuta           | Makoto Takimoto   | Odluka sudaca (Jednoglasna) | 3/5:00        |
| Normalna borba             | Aleksander Emelianenko | Pawel Nastula     | Predaja (Gušenje)           | 1/8:45        |
| Normalna borba             | Fedor Emelianenko      | Zuluzinho         | Predaja (Udarci)            | 1/0:26        |
| Velter finale Grand Prixja | Dan Henderson          | Murilo Bustamante | Odluka sudaca (Podjeljena)  | 2/5:00        |
| Lako finale Grand Prixja   | Takanori Gomi          | Hayato Sakurai    | Nokaut (Udarci rukama)      | 1/3:56        |
| Normalna borba             | Kazushi Sakuraba       | Ikuhisa Minowa    | Tehnička predaja (Gušenje)  | 1/9:59        |
| Normalna borba             | Mark Hunt              | Mirko Filipović   | Odluka sudaca (Podjeljena)  | 3/5:00        |
| Srednjeteška titula        | Wanderlei Silva        | Ricardo Arona     | Odluka sudaca (Podjeljena)  | 3/5:00        |
| Normalna borba             | Hidehiko Yoshida       | Naoya Ogawa       | Predaja (Poluga na ruci)    | 1/6:04        |

## Vanjske poveznice
PRIDE FC  Arhivirana inačica izvorne stranice od 11. lipnja 2007. (Wayback Machine)